# Mariä Geburt (Wemding)

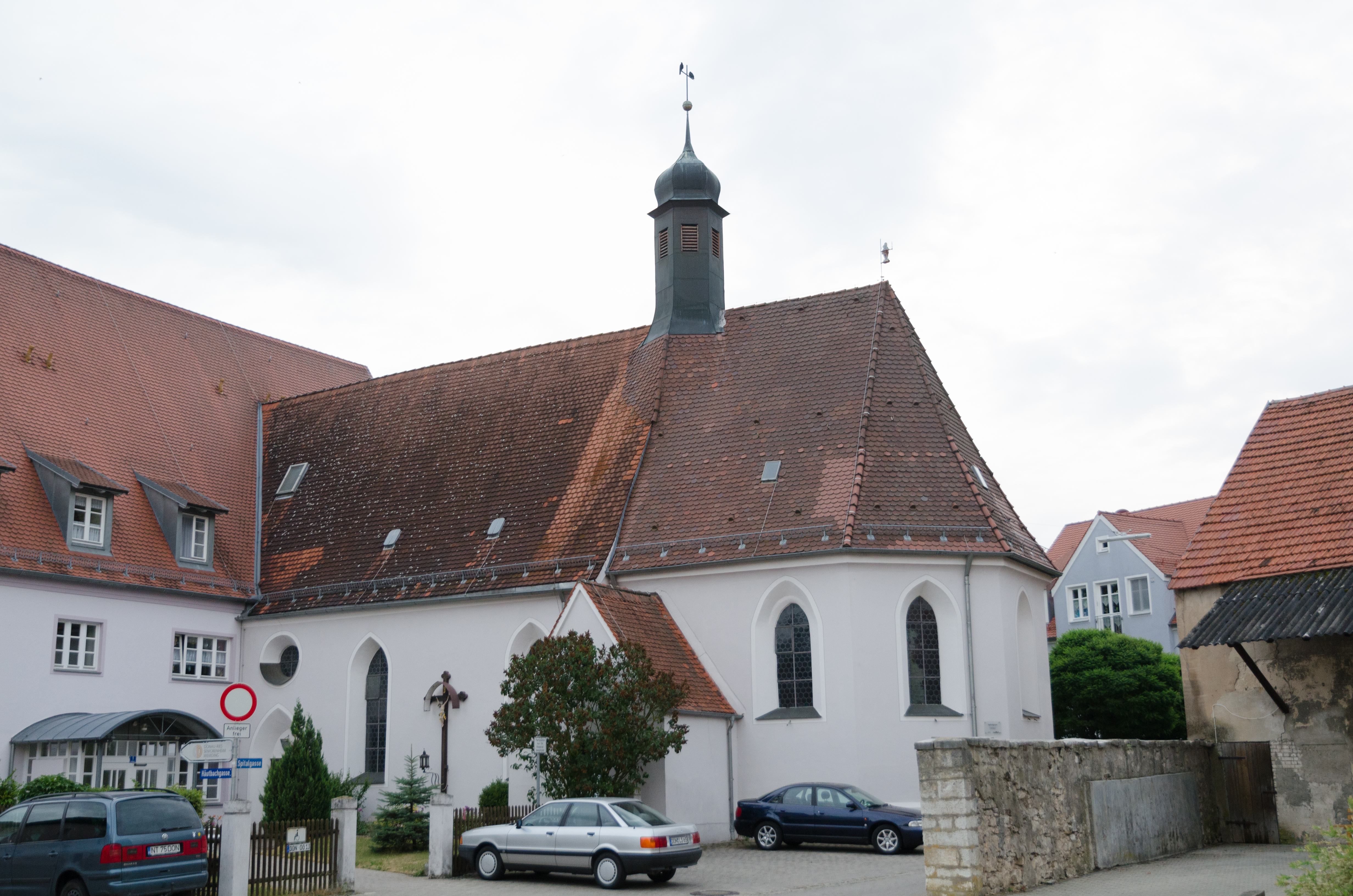
Mariä Geburt (Wemding)

Die römisch-katholische Spitalkirche Mariä Geburt steht in Wemding, einer Stadt im schwäbischen Landkreis Donau-Ries in Bayern. Das Bauwerk ist in der Liste der Baudenkmäler in Wemding als Baudenkmal unter der Nr. D-7-79-228-73 eingetragen. Die Kirche gehört zum Dekanat Weißenburg-Wemding des Bistums Eichstätt.

## Beschreibung
Ältester Teil der Saalkirche ist der eingezogene, dreiseitig geschlossene Chor vom Anfang des 14. Jahrhunderts. An ihn wurde um 1380 nach Westen das Langhaus angebaut und dadurch eine Verbindung zum Hospital geschaffen. Auf dem Dach über dem Chorbogen erhebt sich ein sechseckiger Dachreiter, der mit einer Zwiebelhaube bedeckt ist. Der Innenraum des Langhauses ist mit einer Flachdecke überspannt, der des Chors mit einem Kreuzrippengewölbe. 1863 und 1931 wurden an den Wänden im Chor Fresken aus dem 15. Jahrhundert freigelegt. Der 1697 aufgestellte barocke Hochaltar wird von den Statuen des Johannes Nepomuk und des Josef von Nazaret flankiert. Auf dem Altarretabel ist ein spätgotisches Marienbildnis zu sehen.
Die letzte Renovierung der Spitalkirche erfolgte 1996/97 außen und anschließend innen 1998.